# Lantic
Lantic (en bretó Lannidig) és un municipi francès, situat a la regió de Bretanya, al departament de Costes del Nord. L'any 1999 tenia 1.117 habitants.

## Demografia
| 1962                                       | 1968 | 1975 | 1982 | 1990  | 1999  |
| ------------------------------------------ | ---- | ---- | ---- | ----- | ----- |
| 710                                        | 725  | 722  | 940  | 1.075 | 1.117 |
| Des de 1962: població sense dobles comptes |      |      |      |       |       |

## Administració
| Període   | Identitat           | Partit           |
| --------- | ------------------- | ---------------- |
| 1977-1983 | Philippe Bouliou    | RPR              |
| 1983-1989 | François Richomme   | Unió de la Dreta |
| 1989-2008 | Pierre Gauffeny     | Centre           |
| 2008-     | Christian Le Maître |                  |